# La Asunción (Bolívar)
La Asunción ist eine Ortschaft und eine Parroquia rural („ländliches Kirchspiel“) im Kanton Chimbo der ecuadorianischen Provinz Bolívar. Die Parroquia besitzt eine Fläche von 31,05 km². Die Einwohnerzahl lag im Jahr 2010 bei 2837.

## Lage
Die Parroquia La Asunción liegt in der Cordillera Occidental westzentral in der Provinz Bolívar. Das Gebiet besitzt eine Längsausdehnung in NW-SO-Richtung von etwa 11,5 km. Es erreicht im Westen Höhen von 3100 m und wird größtenteils nach Osten zum Río Chimbo entwässert. Der 2620 m hoch gelegene Hauptort La Asunción befindet sich 2,5 km nordwestlich vom Kantonshauptort San José de Chimbo an der Straße von San José de Chimbo nach La Magdalena.
Die Parroquia La Asunción grenzt im Norden an die Parroquias Julio Moreno und Santa Fe (beide im Kanton Guaranda), im Osten an die Parroquia San José de Chimbo, im Südosten an die Parroquia San Sebastián, im Südwesten an die Parroquia La Magdalena sowie im Westen an den Kanton Caluma.